# 卡爾·羅夫
卡爾·羅夫（英語：Karl Rove，1950年12月25日—）是美國共和黨的一位政治顧問。他在喬治·W·布希擔任總統期間曾擔任高級顧問。
在被任命入主白宫之前，他在小布什1994年和1998年的德克萨斯州州长选举中获胜，以及布什2000年和2004年成功的总统竞选中功不可没。在2004年的胜利演讲中，布什将罗夫称为 "建筑师"。约翰·阿什克罗夫特（1994年美国参议院选举）、比尔·克莱姆斯（1986年德克萨斯州州长选举）、参议员约翰·科宁（2002年美国参议院选举）、州长里克·佩里（1990年德克萨斯州农业委员会选举）和菲尔·格拉姆（1982年美国众议院和1984年美国参议院选举）的成功竞选也都有罗夫的功劳。离开白宫后，罗夫曾担任福克斯新闻、《新闻周刊》和《华尔街日报》的政治分析员和撰稿人。

## 外部連結
- 官方网站 （英文）
- 卡爾·羅夫的X（前Twitter）  （英文）
- C-SPAN內的頁面（英文）
- 卡爾·羅夫在互联网电影资料库（IMDb）上的資料（英文）